# Бояна Йовановски
Бояна Йовановски  (на сръбски: Бојана Јовановски) е професионална тенисистка от Сърбия. Тя започва да тренира тенис на 7-годишна възраст в школата на спортен клуб „Цървена Звезда“.
Професионалната кариера на Йовановски започва през 2006 г. През тази година сръбската тенисистка достига до финалния мач на международния турнир в Панчево, който губи от сънародничката си Ана Веселинович с резултат 6:4, 3:6, 2:6.
През същата година Бояна Йовановски регистрира и друг загубен финал – на юношеския турнир в белгийското село Синт Кателейне - Вавер. В него сръбската тенисистка губи от румънката Симона Халеп.
В юношеските турнири присъства и шампионската титла от турнира за девойки в Чита ди Санта Кроче, в чиято финална среща Йовановски надделява над „новата надежда“ в португалския тенис Мишел Ларшер де Брито. През 2008 г. достига и до четвъртфинален сблъсък на „Откритото първенство на Австралия“, който губи от бъдещата шампионка Аранча Рус от Нидерландия.
През 2008 г. сръбската тенисистка печели шампионските титли от 3 турнира, които са в официалния календар на Международната тенис федерация (ITF). Тя завоюва победи над Карин Моргошова, Зорница Петров и Грация Радованович. В професионалната и кариера присъстват и 3 загубени финала. На 27 декември 2008 г. губи от чешката тенисистка Сандра Захлавова на турнира в Делхи с 4:6, 3:6. На 20 ноември 2009 г. на турнира в индийския град Пуне отново губи във финалната среща, този път от японската си опонентка Рика Фудживара. На 29 ноември 2009 г. Бояна Йовановски претърпява поражение на турнира „Тойота Оупън“ от представителката на домакините Кимико Дате Крум с 5:7, 2:6.
Своя дебют в турнирите, организирани от Женската тенис асоциация, Бояна Йовановски прави през 2010 г., по време на „Малайзия Оупън“. В този турнир Йовановски достига до втория кръг на надпреварата, където е елиминирана от рускинята Елена Дементиева.
Най-доброто си класиране в ранглистата на женския тенис Бояна Йовановски записва на 24 май 2010 г., когато заема 108-а позиция. За първи път през 2010 г. Бояна Йовановски прескача квалификационните пресявки за влизане в основната схема на турнир от Големия шлем. Това се случва на турнира „Уимбълдън“.
Бояна Йовановски е 3-та по ред в класацията на съвременния сръбски женски тенис след Йелена Янкович и Ана Иванович.